# Orquesta de la Revolucionaria y Romántica
La Orquesta de la Revolucionaria y Romántica,
(en francés: Orchestre Révolutionnaire et Romantique), fundada en 1990 por John Eliot Gardiner, interpreta música del clasicismo y romanticismo, usando los principios e instrumentos originales de interpretación historicista.

## Trayectoria
Sir John Elliot Gardiner fundó la Orquesta Revolucionaria y Romántica, con la finalidad de trasladar al presente, con la fidelidad estilística que la caracteriza, la música del siglo XVIII y principios del XIX.
Destaca por su interpretación diferente de la música de Beethoven y por la grabación del ciclo completo de sus conciertos para fortepiano, con el pianista Robert D. Levin, y sinfonías. Esta interpretación pretende interpretar a Beethoven tal como lo hacían las orquestas de su época y el resultado ha sido muy convincente. Asimismo, en 1997 grabó todas las sinfonías de Robert Schumann, en el proyecto Schumann Revealed.
También ha interpretado a los grandes compositores del primer romanticismo, como Berlioz, que comenzó con la  grabación de la Sinfonía fantástica en el Conservatorio de Música de París, donde la obra fue estrenada en diciembre de 1830. En 1993 ofreció las primeras interpretaciones modernas de la redescubierta Messe solennelle, de Berlioz, junto con el Coro Monteverdi.
Después ha abordado un proyecto Brahms en el que Gardiner adopta en su interpretación un acercamiento historicista al igual que hicieron Norrington (EMI) o Mackerras (Telarc). Quiere ahondar en la tradición de la orquesta de la corte de Meiningen, una agrupación formada por medio centenar de músicos con la que Brahms trabajó regularmente. Esta tradición resulta más camerística, libre y plena de detalles que las grabaciones brahmsianas tradicionales de Furtwängler a Abbado pasando por Karajan o Haitink.
Gardiner en el momento de concierto consigue tal como reconoce en la revista Gramophone, toda la emoción y el compromiso de los miembros de su orquesta. Y en ella escuchamos la perfecta conjunción entre el fuego de la emoción y la transparencia del compromiso de sus músicos.
El éxito de la Orquesta Revolucionaria y Romántica, dice su director, consiste en mantener el equilibro entre los músicos veteranos y los jóvenes. Así, ambos se ayudan y se hace un gran trabajo. Respecto a tocar con instrumentos de época, como es el caso de esta agrupación, para él tocarlos implica traer veracidad a la música.
Respecto a las grabaciones que se realizan en vivo de las presentaciones –desde 2000 a la fecha– Gardiner dice no son editadas y no hay manera de hacer trampa. Durante los conciertos se debe mantener la intensidad y la energía para que las grabaciones sean de alto nivel.
La orquesta tiene más de 250 grabaciones realizadas. Ha grabado sinfonías, óperas, conciertos, y otras obras de Beethoven, Berlioz, Brahms, Gluck, Mendelssohn, Schumann, Verdi y Weber. La orquesta y el Coro Monteverdi interpretó una grabación en estreno (audio y TV) de la Messe solennelle de Berlioz en la Catedral de Westminster, Londres 1993. La orquesta interpretó en dramatización por la BBC la interpretación de Beethoven de su Tercera sinfonía.
Gardiner dice de la orquesta una de las características de la agrupación es tocar con sentimiento y emoción todo el repertorio que manejamos. Es decir, implementar una mezcla de energía para que la audiencia responda a estos sentimientos y no perciban la música como composiciones realizadas hace 200 o 300 años, sino como algo fresco, innovador y creado actualmente.